# Yamaha R-MAX
Yamaha R-MAX — японский беспилотный вертолёт.

## История
Вертолёт был разработан в 1990е годы на основе конструкции ранее созданного беспилотного вертолёта R-50. 24 апреля 2000 года один R-MAX использовался для осмотра вулкана Усу на острове Хоккайдо. В 2002 году аппараты R-MAX использовались правительством Японии для проведения воздушной фото- и видеосъёмки местности вокруг горы Фудзияма.
13 июня 2003 года правительство Японии утвердило законопроект о отправке японских военнослужащих в Ирак, и в декабре 2003 года японский военный контингент был расквартирован в городе Эс-Самава в южной части Ирака. В августе 2004 года было принято решение снабдить войска в Ираке разведывательными беспилотными летательными аппаратами, в качестве которых были избраны беспилотные вертолёты R-MAX, оснащённые системой спутникового позиционирования GPS и видеокамерой с инфракрасной подсветкой. В 2005 году японский контингент в Ираке получил первые разведывательные беспилотники R-MAX.

## Варианты и модификации
- R-MAX Type IIG - вариант 2003 года, оснащённый системой GPS

## Характеристики
- Длина = 3.63 м.
- Высота =
- Диаметр несущего винта = 3,115 м.
- Вес нормальный = 64 кг.
- Продолжительность полёта = 1 час
- Двигатель = 246 см³, двухтактный, двухцилиндровый, с водяным охлаждением, 21 л.с.

## Страны-эксплуатанты
- Япония